# 1773
1773 (MDCCLXXIII) byl rok, který dle gregoriánského kalendáře započal pátkem.

## Události
- 17. ledna – Anglický mořeplavec James Cook jako první Evropan překročil jižní polární kruh.
- 1. dubna – Moravští bratři založili v Dánsku město Christiansfeld.
- 27. dubna – Britský parlament schválil tzv. Čajový zákon.
- 21. července – Papež Klement XIV. zrušil jezuitský řád.
- 13. října – Francouzský astronom Charles Messier objevil Vírovou galaxii.
- 16. prosince – Bostonské pití čaje – Američtí kolonisté na protest proti britskému impériu zničili stovky beden lisovaného čaje.
- Na jihovýchodě Ruska vypuklo Pugačovovo povstání.
- V Londýně byla založena burza.

### Probíhající události
- 1768–1774 – Rusko-turecká válka
- 1772–1775 – Druhá plavba Jamese Cooka
- 1773–1775 – Pugačovovo povstání

## Narození

### Česko

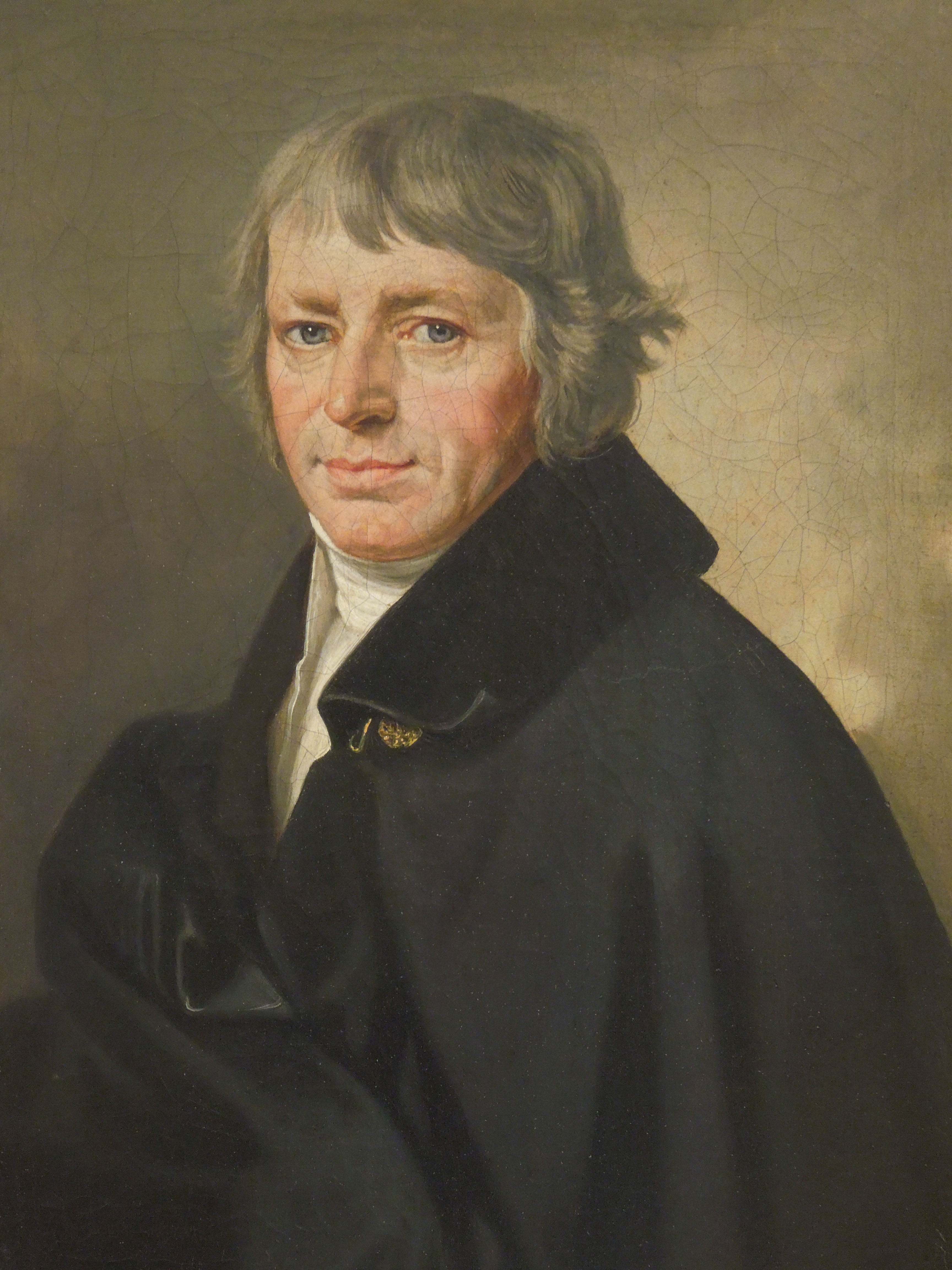
Josef Jungmann (* 16. července)

- 28. dubna – Jan Antonín Scrinci, lékař a fyzik, rektor UK (* 16. dubna 1697)
- 6. června – Václav Tomáš Matějka, skladatel a kytarista († 19. ledna 1830)
- 16. července – Josef Jungmann, spisovatel, filolog a překladatel († 14. listopadu 1847)
- 7. října – Karel August Pácalt, misionář v jižní Africe († 16. listopadu 1818)

### Svět

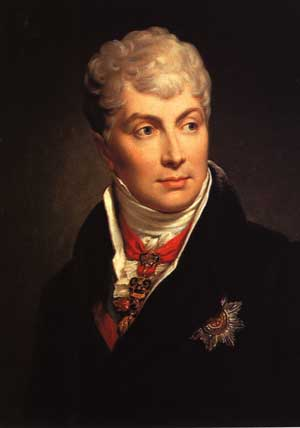
Klemens Wenzel von Metternich (* 15. května)

- 29. ledna – Friedrich Mohs, německý geolog a mineralog († 29. září 1839)
- 9. února – William Henry Harrison, americký prezident († 4. dubna 1841)
- 10. února – Paolo di Pola, benátský šlechtic, básník, libretista († 3. prosince 1841)
- 12. února – Evžen z Montija, španělský šlechtic († 16. července 1834)
- 4. března – José Rondeau, argentinský uruguayský politik a voják († 18. listopadu 1844)
- 28. března – Henri-Gatien Bertrand, francouzský napoleonský maršál († 15. ledna 1844)
- 6. dubna – James Mill, skotský historik a ekonom († 23. června 1836)
- 27. dubna – František Josef Lothar Silva-Tarouca, šlechtic († 2. prosince 1835)
- 30. dubna – Johann Karl Burckhardt, francouzský astronom a matematik († 22. června 1825)
- 15. května – Klemens Wenzel von Metternich, rakouský šlechtic, politik a diplomat († 11. června 1859)
- 19. května – Arthur Aikin, anglický chemik a geolog († 15. dubna 1854)
- 31. května – Ludwig Tieck, německý básník, prozaik a dramatik († 28. dubna 1853)
- 10. června – Charles-Simon Catel, francouzský hudební skladatel a pedagog († 29. listopadu 1830)
- 13. června – Thomas Young, britský polyhistor († 10. května 1829)
- 5. července – Ludvík Parmský, etrurský král († 27. května 1803)
- 27. července
  - Luisa Marie Amélie Tereza Neapolsko-Sicilská, velkovévodkyně toskánská († 19. září 1802)
  - Jacob Aall, norský podnikatel a politik († 4. srpna 1844)
- 5. srpna – Jan Karel Liebich, německý divadelní režisér a ředitel († 21. prosince 1816)
- 29. srpna – Raphael Georg Kiesewetter, rakouský hudební historik († 1. ledna 1850)
- 2. září – Louis-Auguste-Victor de Ghaisnes de Bourmont, francouzský politik a maršál († 27. října 1846)
- 6. října – Ludvík Filip, francouzský král († 26. srpna 1850)
- 28. listopadu – Johann von Wessenberg, rakouský státník a diplomat († 1. srpna 1858)
- 12. prosince – Robert Surcouf, francouzský korzár († 8. července 1827)
- 21. prosince – Robert Brown, skotský botanik († 10. června 1858)
- 27. prosince – George Cayley, britský konstruktér kluzáků († 15. prosince 1857)

## Úmrtí

### Česko
- 5. ledna – Jan Adam Gallina, hudební skladatel (* 13. prosince 1724)
- 10. dubna – Anton Ernst Beyer, malíř (* 11. dubna 1704)
- 28. dubna – Jan Antonín Scrinci, lékař a fyzik (* 16. října 1697)
- 24. května – Jan Zach, hudební skladatel, varhaník a houslista (* 26. listopadu 1713)
- 25. května – František Ondřej Hirnle, sochař a štukatér (* 4. prosince 1726)

### Svět
- 30. ledna – Anton Schmidt, rakouský barokní malíř (* 1706)
- 1. března – Luigi Vanvitelli, italský architekt a malíř (* 12. května 1700)
- 17. března – Alexandr Ferdinand z Thun-Taxisu, třetí kníže z Thurn-Taxisu a generální poštmistr císařské pošty (* 21. března 1704)
- 12. července – Johann Joachim Quantz, německý flétnista a skladatel (* 30. ledna 1697)
- 3. srpna – Stanisław Konarski, polský pedagog, spisovatel a školský reformátor (* 30. září 1700)
- 27. srpna – Friedrich Wilhelm von Seydlitz, pruský generál (* 3. února 1721)
- 18. září – John Cunningham, irský básník a dramatik (* 1729)
- 23. září
  - Johan Ernst Gunnerus, norský biskup a přírodovědec (* 26. února 1718)
  - Evelyn Pierrepont, 2. vévoda z Kingstonu, britský generál a šlechtic (* 1711)
- 7. listopadu – Anna Šarlota Lotrinská, abatyše z Remiremontu, Monsu a Essenu (* 17. května 1714)
- neznámé datum
  - Ahmad Šáh Durrání, afghánský emír (* 1722)
  - Paisij Chilendarski, bulharský duchovní a obrozenecký historik (* 1722)

## Hlavy států
- Francie – Ludvík XV. (1715–1774)
- Habsburská monarchie – Marie Terezie (1740–1780)
- Osmanská říše – Mustafa III. (1757–1774)
- Polsko – Stanislav II. August Poniatowski (1764–1795)
- Prusko – Fridrich II. (1740–1786)
- Rusko – Kateřina II. Veliká (1762–1796)
- Španělsko – Karel III. (1759–1788)
- Švédsko – Gustav III. (1771–1792)
- Velká Británie – Jiří III. (1760–1820)
- Svatá říše římská – Josef II. (1765–1790)
- Papež – Klement XIV. (1769–1774)
- Japonsko – Go-Momozono (1771–1779)